# تیموتی مایوپولوس
تیموتی مایوپولوس، (به انگلیسی: Timothy Mayopoulos) (زاده ۱۹۵۹) وکیل، بانکدار و مدیر ارشد اجرایی آمریکایی است، که در حال حاضر به‌عنوان مدیر عامل اجرایی شرکت فنی می (یا انجمن ملی فدرال وام) فعالیت می‌کند.
شرکت فنی می یکی از سازمان‌های تحت حمایت دولت فدرال ایالات متحده آمریکا می‌باشد، که در سال مالی ۲۰۱۳ درآمدی بالغ بر ۱۲۲ میلیارد دلار داشته و سودی معادل ۸۳٫۹۶ میلیارد دلار را نصیب این موسسه کرده‌است. فنی می در سال ۲۰۱۳ بعنوان سودآورترین شرکت جهان شناخته شد. وی سابقه فعالیت در بنک آو امریکا و دویچه بانک را دارا می‌باشد.